# Autódromo Oscar Alfredo Gálvez
Autódromo Oscar Alfredo Gálvez – tor wyścigowy położony w Buenos Aires. Długość jednego okrążenia wynosi 4,259 kilometra. Pętla toru posiada 15 zakrętów. Pełny dystans wyścigu to 72 okrążenia, czyli 306,648 kilometra. GP Argentyny na tym torze było organizowane do 1998 roku. Pierwsze Grand Prix odbyło się w 1953 roku, a zwycięzcą został Alberto Ascari za kierownicą Ferrari. Ostatnią edycję Grand Prix wygrał Michael Schumacher za kierownicą Ferrari.

## ZwycięzcyGrand Prix Argentyny Formuły 1na torze Autódromo Oscar Alfredo Gálvez
| Sezon | Kierowca                       | Zespół           |        |
| ----- | ------------------------------ | ---------------- | ------ |
| 1998  | Michael Schumacher             | Ferrari          | Wyniki |
| 1997  | Jacques Villeneuve             | Williams-Renault | Wyniki |
| 1996  | Damon Hill                     | Williams-Renault | Wyniki |
| 1995  | Damon Hill                     | Williams-Renault | Wyniki |
| 1981  | Nelson Piquet                  | Brabham-Ford     | Wyniki |
| 1980  | Alan Jones                     | Williams-Ford    | Wyniki |
| 1979  | Jacques Laffite                | Ligier-Ford      | Wyniki |
| 1978  | Mario Andretti                 | Lotus-Ford       | Wyniki |
| 1977  | Jody Scheckter                 | Wolf-Ford        | Wyniki |
| 1975  | Emerson Fittipaldi             | McLaren-Ford     | Wyniki |
| 1974  | Denny Hulme                    | McLaren-Ford     | Wyniki |
| 1973  | Emerson Fittipaldi             | Lotus-Ford       | Wyniki |
| 1972  | Jackie Stewart                 | Tyrrell-Ford     | Wyniki |
| 1971  | Chris Amon                     | Matra-Ford       | Wyniki |
| 1960  | Bruce McLaren                  | Cooper-Climax    | Wyniki |
| 1958  | Stirling Moss                  | Cooper-Climax    | Wyniki |
| 1957  | Juan Manuel Fangio             | Maserati         | Wyniki |
| 1956  | Juan Manuel Fangio Luigi Musso | Ferrari          | Wyniki |
| 1955  | Juan Manuel Fangio             | Mercedes-Benz    | Wyniki |
| 1954  | Juan Manuel Fangio             | Maserati         | Wyniki |
| 1953  | Alberto Ascari                 | Ferrari          | Wyniki |